# الیزابت، شاهدخت رومانی
الیزابت شاهدخت رومانی (الیزابت شارلوت ژوزفین الکساندرا ویکتوریا؛ رومانیایی: Elisabeta, یونانی: Ελισάβετ، لاتین‌نویسی: Elisábet؛ ۱۲ اکتبر ۱۸۹۴ – ۱۴ نوامبر ۱۹۵۶) دومین فرزند و نخستین دختر فردیناند یکم، پادشاه رومانی و ماری ادینبورگ بود. او از ۲۷ سپتامبر ۱۹۲۲ تا ۲۵ مارس ۱۹۲۴ به عنوان همسر جرج دوم یونان، ملکه یونان بود.
الیزابت زمانی به دنیا آمد که والدینش ولیعهد و ولیعهد بانو رومانی بودند. او توسط عموی بزرگ و عمه بزرگش، کارول یکم و کارمن سیلوا پرورش یافت. شاهزاده الیزابت فردی درون‌گرا و منزوی از نظر اجتماعی بود. او پس از ازدواج با جرج در سال ۱۹۲۱ به عنوان ولیعهد بانوی یونان شناخته شد، اما علاقه‌ای به او نداشت و در کشور جدیدش شاهد آشفتگی‌های سیاسی پس از جنگ جهانی اول بود. هنگامی که همسرش در سال ۱۹۲۲ به تخت پادشاهی یونان نشست، الیزابت به پناهندگانی که پس از مبادله جمعیت میان یونان و ترکیه ناشی از جنگ یونان و ترکیه (۱۹۲۲–۱۹۱۹) به آتن رسیدند، کمک می‌کرد. با این حال، افزایش فضای انقلابی بر سلامت او تأثیر گذاشت و با خیالی آسوده در دسامبر ۱۹۲۳ همراه با همسرش یونان را ترک کرد. این زوج سلطنتی در بخارست مستقر شدند و در ۲۵ مارس ۱۹۲۴، با انحلال سلطنت یونان، جرج از سلطنت برکنار شد.
در رومانی، رابطه الیزابت و جرج رو به وخامت گذاشت و آن‌ها در سال ۱۹۳۵ از یکدیگر جدا شدند. او که رابطه نزدیکی با برادرش کارول دوم داشت، ثروت قابل توجهی به دست آورد که بخشی از آن به دلیل توصیه‌های مالی معشوقش، بانکدار الکساندرو اسکاناوی، بود. پس از درگذشت مادرش در سال ۱۹۳۸ و کناره‌گیری شاه کارول دوم در سال ۱۹۴۰، الیزابت نقش بانوی اول رومانی را بر عهده گرفت. در پایان جنگ جهانی دوم، او ارتباط نزدیکی با حزب کمونیست رومانی برقرار کرد و آشکارا علیه برادرزاده‌اش، شاه جوان میهای یکم توطئه کرد و لقب «عمه سرخ» را گرفت. با این حال، ارتباطش با کمونیست‌ها مانع از اخراج او از کشور در سال ۱۹۴۷، پس از اعلام جمهوری سوسیالیستی رومانی نشد. الیزابت به سوئیس و سپس به کن (فرانسه) در جنوب فرانسه نقل مکان کرد. او با مارک فاورات، هنرمندی که تقریباً سی سال از او جوان‌تر بود، رابطه عاشقانه‌ای داشت و درست پیش از مرگش در سال ۱۹۵۶ او را به فرزندخواندگی پذیرفت.

## سال‌های اولیه

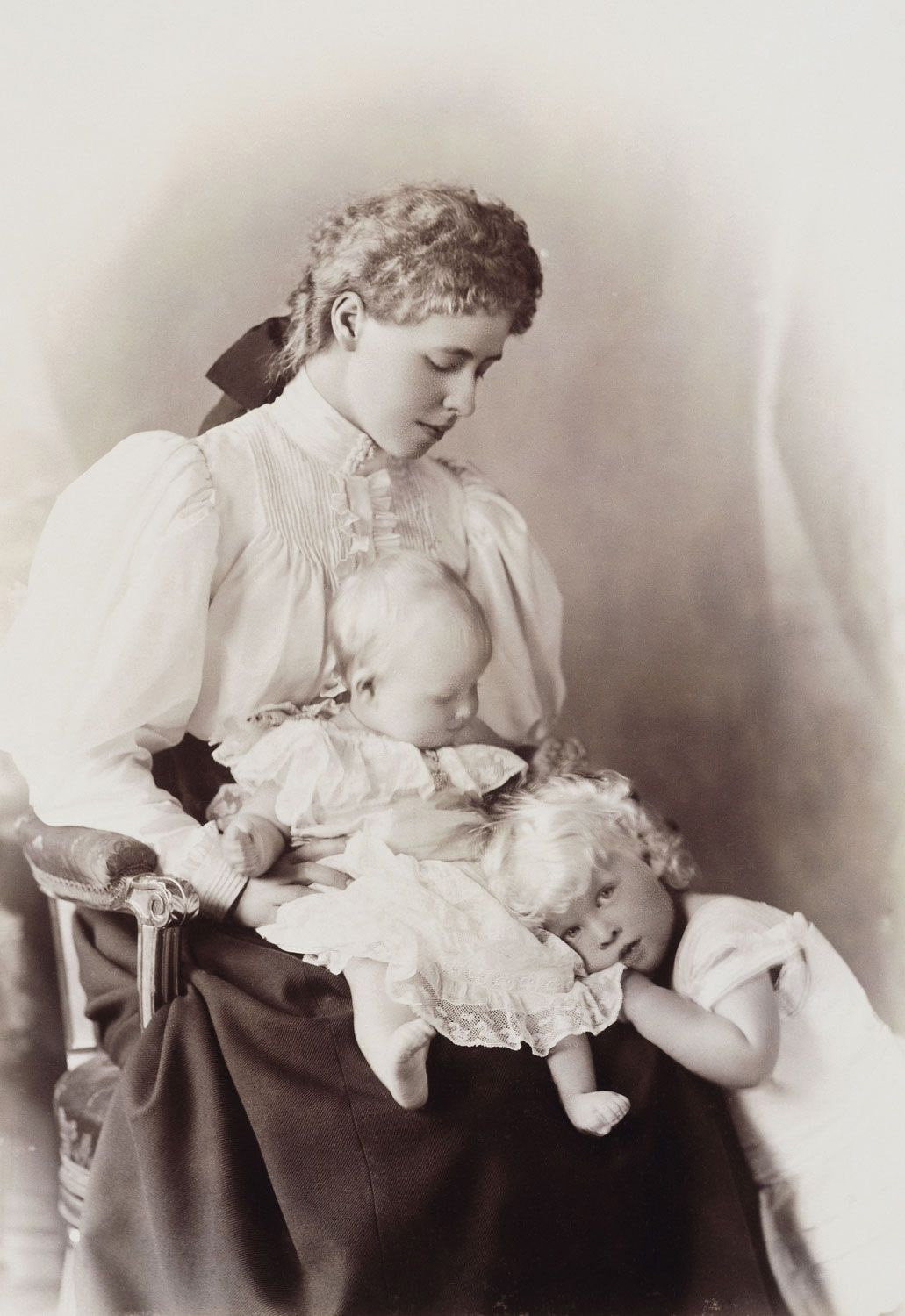
ولیعهد بانو ماری رومانی و دو فرزند بزرگ‌ترش، کارول و الیزابت، حدود ۱۸۹۵.

دومین فرزند و نخستین دختر فردیناند یکم، پادشاه رومانی و ماری ادینبورگ، الیزابت (با نام مستعار لیزابتا یا لیزی در میان خانواده‌اش) در ۱۲ اکتبر ۱۸۹۴ در قلعه پلش، سینایا به دنیا آمد. او به افتخار عمه پدری‌اش، ملکه کارمن سیلوا نام‌گذاری شد. اما پس از تولد، از والدینش جدا شد، زیرا شاه کارول یکم و ملکه الیزابت معتقد بودند که ولیعهد فردیناند و ولیعهد بانو ماری برای تربیت فرزندان خود بیش از حد جوان و بی‌تجربه‌اند. او همراه برادر بزرگ‌ترش، شاهزاده کارول دوم، تحت سرپرستی شاه کارول یکم و همسرش بزرگ شد. در خاطرات خود، ماری دختر بزرگش را «کودکی زیبا با چهره‌ای جدی و احساسی قوی از درستکاری» توصیف کرده است. با گذشت سال‌ها، الیزابت شخصیتی سرد و خلق‌وخویی تندخو پیدا کرد که او را در اجتماع منزوی ساخت. مادرش او را «بی‌ظرافت» می‌دانست، هرچند که از لحاظ ظاهری، زیبایی کلاسیک داشت.

## ازدواج

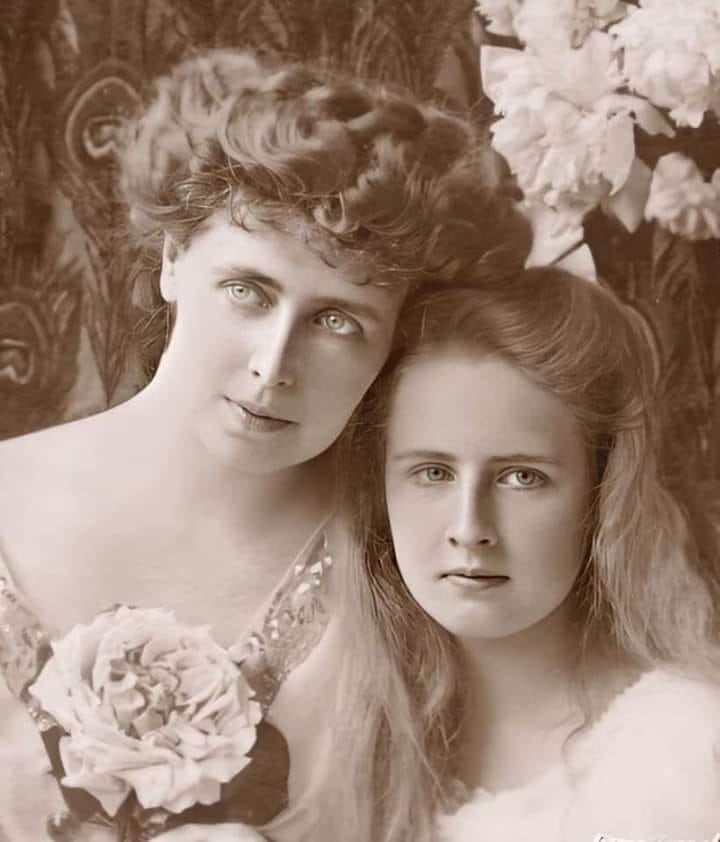
ولیعهد بانو ماری رومانی با دخترش شاهزاده الیزابت (حدود ۱۹۰۶)

### نامزدی ناخواسته
در سال ۱۹۱۱، شاهزاده جرج دوم یونان، که در آن زمان دومین فرد در صف جانشینی تاج‌وتخت بود، برای نخستین بار با الیزابت ملاقات کرد. پس از جنگ‌های بالکان که طی آن پادشاهی یونان و پادشاهی رومانی متحد بودند، شاهزاده یونانی از الیزابت خواستگاری کرد، اما او به توصیه عمه بزرگش این پیشنهاد را رد کرد و گفت که خواستگارش بسیار کوچک و بیش از حد انگلیسی‌مآب است. شاهزاده حتی با تمسخر اظهار داشت که «خدا شاهزاده را شروع کرد اما فراموش کرد او را تمام کند» (۱۹۱۴).
در طول جنگ جهانی اول، الیزابت به مراقبت از سربازان زخمی پرداخت. او روزانه از بیمارستان‌ها بازدید می‌کرد و به قربانیان جنگ سیگار و کلمات دلگرم‌کننده می‌داد.
در سال ۱۹۱۹، الیزابت و خواهرانش ماریای یوگسلاوی و شاهزاده ایلئانا رومانی همراه مادرشان، اکنون ملکه ماری، در کنفرانس صلح پاریس حضور یافتند. ملکه امیدوار بود که بتواند برای دخترانش، به ویژه الیزابت که ۲۵ ساله بود، همسر مناسبی پیدا کند.

### زندگی در یونان

#### بازگشت خانواده سلطنتی یونان و ازدواج جورج و الیزابت

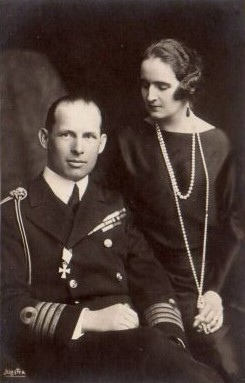
شاهزاده تاجدار جورج و شاهدخت تاجدار الیزابت یونان، ۱۹۲۱.

در ۵ دسامبر ۱۹۲۰، یک همه‌پرسی با نتایج بحث‌برانگیز خانواده سلطنتی یونان را به بازگشت به خانه فراخواند. بدین ترتیب، شاه کنستانتین اول، ملکه سوفیای پروس و دیادوخوس جورج در ۱۹ دسامبر به آتن بازگشتند. بازگشت آن‌ها با شور و اشتیاق گسترده‌ای همراه بود. جمعیت عظیمی، پادشاه و ولیعهد را در خیابان‌های پایتخت همراهی کردند. هنگامی که به کاخ رسیدند، بارها بر روی بالکن ظاهر شدند تا به مردمی که آن‌ها را تشویق می‌کردند، سلام کنند.

### ازدواج
با این حال، چند هفته بعد، جورج برای ازدواج با الیزابت به رومانی بازگشت. این مراسم با شکوه فراوان در ۲۷ فوریه ۱۹۲۱ در بخارست برگزار شد. مدت کوتاهی پس از آن، در ۱۰ مارس، کارول دوم، برادر بزرگ‌تر الیزابت، با خواهر کوچک‌تر جورج، شاهدخت هلن یونان ازدواج کرد.

#### شاهدخت تاجدار
در یونان، الیزابت با دشواری زیادی در تطبیق با خانواده سلطنتی مواجه شد و رابطه او با ملکه سوفیا به‌ویژه پرتنش بود. با روحیه‌ای درون‌گرا که ممکن بود به‌اشتباه غرور تلقی شود، الیزابت در میان خویشاوندان همسرش احساس بیگانگی می‌کرد، زیرا آن‌ها در حضور او به زبان یونانی صحبت می‌کردند، زبانی که هنوز بر آن مسلط نشده بود. تنها شاه کنستانتین اول و خواهرش، دوشس بزرگ ماریا جورجیونا روسیه، در نظر او قابل احترام بودند. در واقع، حتی دیادوخوس خجالتی نیز همسرش را ناامید کرد، زیرا او خواستار رابطه‌ای پرشورتر با وی بود.
الیزابت که از نداشتن خانه شخصی ناراضی بود، مجبور شد همیشه با خانواده همسرش زندگی کند. او درآمد ناچیز همسرش را صرف بازسازی آپارتمان‌هایشان کرد. علاوه بر این، خانواده‌اش در پرداخت جهیزیه او تأخیر داشتند و پس‌اندازهایش در رومانی به‌دلیل سرمایه‌گذاری‌های نادرست مدیر اموالش از دست رفت.
با مواجهه با یک وضعیت سیاسی بسیار دشوار، ناشی از جنگ یونان و ترکیه (۱۹۲۲–۱۹۱۹), الیزابت به‌سرعت متوجه شد که فضای محدودی برای فعالیت در کشور جدیدش دارد. بااین‌حال، او به نهضت بین‌المللی صلیب سرخ و هلال احمر پیوست که به‌دلیل ورود مجروحان از آناتولی تحت فشار قرار داشت. شاهدخت تاجدار همچنین اوقات فراغتش را به باغبانی، نقاشی و ترسیم گذراند. او کتابی از اشعار نویسنده بلژیکی امیل وراران را تصویرگری کرد و همچنین چندین کتاب کم‌ارزش نوشت. سرانجام، او ساعت‌های طولانی را صرف یادگیری زبان یونانی نوین کرد، زبانی که یادگیری آن برایش بسیار دشوار بود.
الیزابت که از روزمرگی خود ناراضی بود، به خواهرش ماریای یوگسلاوی، همسر پادشاه الکساندر یکم، پادشاه یوگسلاوی، و خواهرشوهرش هلن یونان، همسر برادرش کارول، حسادت می‌کرد. با جنگ و انقلاب، زندگی روزمره خانواده سلطنتی یونان به‌طور فزاینده‌ای دشوار شده بود و مستمری دیادوخوس جورج اجازه نمی‌داد که الیزابت لباس‌ها و جواهراتی را که می‌خواست، بخرد.
رابطه میان دیادوخوس و همسرش که از قبل تحت‌فشار جنگ قرار داشت، به دلیل ناتوانی آن‌ها در داشتن وارث برای پادشاهی یونان، تیره‌تر شد. الیزابت چند ماه پس از ازدواجش باردار شد، اما در طول یک سفر رسمی به سمورنا سقط جنین کرد.

## سال‌های پایانی

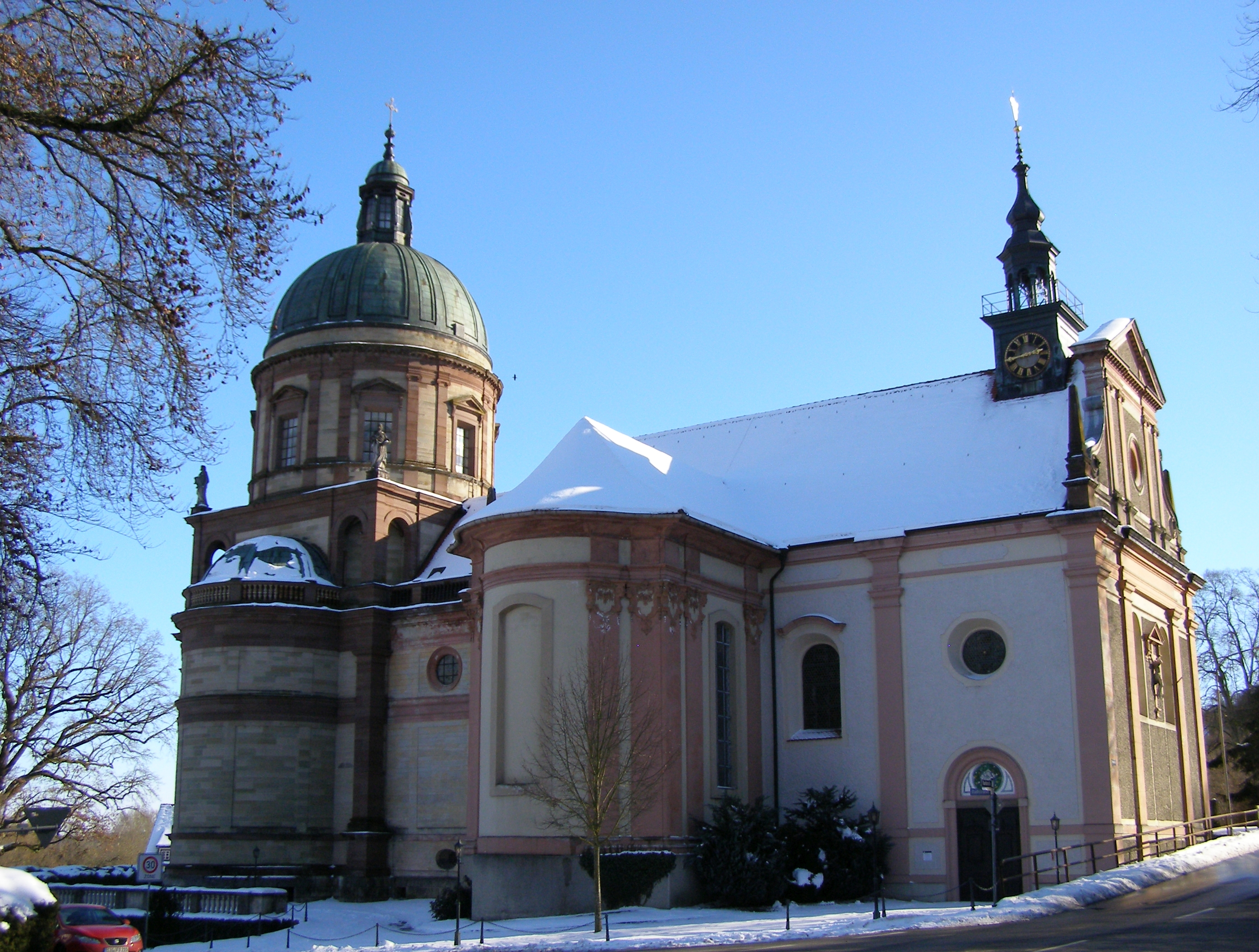
کلیسای هدینگر در زیگمارینگن، محل دفن الیزابت

با وجود ارتباطاتش با حزب کمونیست رومانی، الیزابت پس از اعلام جمهوری خلق رومانی در ۳۰ دسامبر ۱۹۴۷ مجبور به ترک کشور شد. رژیم جدید سه روز به او فرصت داد تا وسایلش را جمع کند و کاخ الیزابتا غارت شد. با این حال، پیش از رفتن به تبعید، شاهزاده توانست اسناد خود را در املاک بانلوک بسوزاند.
در ۱۲ ژانویه ۱۹۴۸، الیزابت همراه با خواهرش، ایلئانا، با قطاری ویژه که توسط کمونیست‌ها فراهم شده بود، رومانی را ترک کرد. خانواده اسکاناوی آن‌ها را همراهی کردند، اما هر دو شاهزاده پس از اخراج از کشور، بخش زیادی از اموال خود را از دست دادند.
الیزابت ابتدا در زوریخ و سپس در کن (فرانسه)، در ویلا رز آلبا ساکن شد. در فرانسه، او با مردی جوان، جذاب و مدعی هنرمندی به نام مارک فاورا آشنا شد. شاهزاده که عاشق این جوان شده بود، تمایل داشت با او ازدواج کند و از پسرعمویش، فردریک، شاهزاده هوهن‌تسولرن، خواست که عنوان اشرافی به مارک اعطا کند، اما فردریک نپذیرفت. در نتیجه، شاهزاده تصمیم گرفت معشوق خود را به فرزندخواندگی بپذیرد و این کار را سه ماه پیش از مرگش انجام داد. او در ۱۴ نوامبر ۱۹۵۶ در خانه‌اش درگذشت.
پیکر شاهزاده به مقبره خاندان هوهن‌تسولرن در کلیسای هدینگر در زیگمارینگن منتقل شد.

## آرشیوها
نامه‌های شاهزاده الیزابت در دوران جوانی به پدربزرگش، لئوپولد، شاهزاده هوهن‌تسولرن-زیگمارینگن، در بایگانی ایالتی زیگمارینگن (Staatsarchiv Sigmaringen) که در شهر زیگمارینگن، بادن-وورتمبرگ، آلمان قرار دارد، نگهداری می‌شود.

## یادداشت
1. ↑  ۹۹٪ از رأی‌دهندگان به بازگشت پادشاه برکنار شده رأی مثبت دادند.[۱۱]